# Ulrick Eneme Ella
Ulrick Eneme Ella (Sens, 22 de mayo de 2001) es un futbolista francés, nacionalizado gabonés, que juega en la demarcación de delantero para el Angers SCO de la Ligue 1.

## Selección nacional
Tras jugar en la selección de fútbol sub-16 de Francia, la sub-17, la sub-18, la sub-19 y nacionalizarse gabonés, finalmente hizo su debut con la selección de fútbol de Gabón el 16 de noviembre de 2021 en un partido de clasificación para la Copa Mundial de Fútbol de 2022 contra Egipto que finalizó con un resultado de 2-1 a favor del combinado egipcio tras el gol de Mohamed Magdy y un autogol de Johann Obiang para Egipto, y de Jim Allevinah para Gabón. Además disputó la Copa Africana de Naciones 2021.

### Participaciones en la Copa Africana de Naciones
| Copa Africana de Naciones      | Sede    | Resultado        | Partidos | Goles |
| ------------------------------ | ------- | ---------------- | -------- | ----- |
| Copa Africana de Naciones 2021 | Camerún | Octavos de final | 2        | 0     |

## Clubes
| Club                   | País       | Año       | Partidos | Goles |
| ---------------------- | ---------- | --------- | -------- | ----- |
| Amiens SC II           | Francia    | 2019-2020 | 13       | 4     |
| Brighton & Hove Albion | Inglaterra | 2020-2022 | 0        | 0     |
| Angers SCO             | Francia    | 2022-     | 0        | 0     |